# Mykolas Biržiška
Mykolas Biržiška (pol. Michał Birżyszka; ur. 24 sierpnia 1882 w Wiekszniach koło Możejek, zm. 24 sierpnia 1962 w Los Angeles) - historyk literatury, sygnatariusz Aktu Niepodległości Litwy z 16 lutego 1918 roku.